# Garos
Garos (grekiska: Γάρος, liquamen) är en vätska som produceras genom att passera fisk som har lagts i salt i tre månader. Fisken läggs i salt utan att göras ren. Blandningen mellan fiskens doft och saltet var ofta mycket osmaklig, varför tillverkningen ofta var förbjuden i större städer. Såsen användes i stora mängder av antika greker och romare. Idag är de närmaste motsvarigheterna nam pla och nwok mam.